# Vlado Jurcan
Vlado Jurcan (19. studenoga 1943.), hrvatski publicist, satiričar, njegovatelj zavičajnoga narječja te skupljač zamalo zaboravljenih riječi, leksikograf, hrvatski branitelj iz Pule.

## Životopis
Rođen 1943. godine. Sin partizanskog borca iz sela Jurcani, kod Rahovaca. Osnivač je HČSP u Puli, gdje je aktivan kao savjetnik i glasnogovornik. Dragovoljac Domovinskog rata i predsjednika HČSP-a za Istru. Glavni akter aktera tzv. pazinske grupe, koja je prije nekoliko godina skinula talijansku zastavu sa zgrade Skupštine Istarske županije. Pisanjem se bavi relativno kasno. U sredstvima javnog priopćavanja javlja se tekstovima. 1995. počeo je na ondašnjem „Radio Pazinu“ u emisiji „Politički panoptikum“. Slao je priloge koji su bili politička satira uperena uglavnom protiv njegove omiljene mete IDS-a, "ove naše lokalne autonomaške stranke". Satirične članke pisao je na dijalektu i potpisivao pseudonimom Blaž Piljuh, a polemične na standardnom hrvatskom potpisujući se Jurcan Vlado. Tekstove su mu objavili u Hrvatskom slovu, u Glasu Istre, pa u Istarskom glasu, Političkom zatvoreniku, povremeno u Tomislavu, Vjesniku, Večernjem listu, Slobodnoj Dalmaciji. Surađivao i s Maticom hrvatskom u Splitu i zadarskom revijom Domaća rič. Nakon dugo vremena odlučio je nešto na izvornom govoru, materinskom čakavsko-štokavskom hrvatskom, kojim se govori u njegovu selu Rahovcima (između Sv. Lovreča i Baderne na Poreštini), kojeg su vlasti preimenovale u "Rakovci". Dijalektom se govori u jugozapadnom dijelu Istre i njime govore Vlahi, za razliku od Bezaka i ostalih od njih u Istri starijih stanovnika. Svjestan činjenice da je u generaciji zadnjih govornika svog materinskog dijalekta, odlučio je spasiti što se još spasiti dade i napisao je rječnik govora svog zavičaja, kojeg je naslovio "U sjenci pješčane ure – Rječnik govora sela Rahovci (Rakovci)". Kao prilog Rječniku, dodao je i nekoliko članaka pisanih dijalektom, s odgovarajućim naglascima.

## Vanjske poveznice
- Jurcan - Piljuh
- Vlado Jurcan  Arhivirana inačica izvorne stranice od 16. veljače 2018. (Wayback Machine)
- Hrvatsko slovo Prošlost u sadašnjosti (Piše: Vlado Jurcan) 12. listopada 2017.
- HČSP Mladi IDS-a: Imamo pravo biti Istrijani!